# 老妈与奶爸
《老妈与奶爸》（英語：Ben and Kate）是达纳·福克斯所创造的美国情景喜剧，本片于2012年9月25日起在Fox播出。